# Papilio mangoura
Espèce
Statut de conservation UICN

VU : Vulnérable
Papilio mangoura ou Malachite exquise est une espèce de lépidoptères (papillons) de la famille des Papilionidae. Cette espèce est endémique de Madagascar.

## Description

### Mâle
À l'avers les ailes sont noires. Les ailes antérieures sont un peu plus claires dans la région basale et portent une bande bleue et quelques macules submarginales de même couleur à l'apex. Les ailes postérieures sont prolongées par des queues noires terminées par un point blanc. Elles sont plus claires dans la région basale et portent une bande bleue, amincie vers les queues. 
Au revers les ailes sont marron foncé. Les ailes antérieures sont plus claires à l'apex, ont une macule blanche aux contours flous au-dessus de la cellule et portent une mince bande bleuâtre, amincie vers la marge supérieure de l'aile. Les ailes postérieures portent une mince bande bleuâtre et deux petites lunules bleues dans l'angle anal.
Le corps et la tête sont noirs et sont plus clairs en dessous.

### Femelle
L'avers est similaire à celui du mâle, mais la bande bleue des ailes est remplacée par une bande blanche, un peu moins large que chez le mâle, et s'interrompant en-dessous de la cellule. Les macules submarginales sont blanches et sont plus nombreuses, s'étendant jusqu'à la marge inférieure. Il y a également une macule blanche qui traverse la cellule. Les ailes postérieures ont la même forme que chez le mâle. La bande bleue chez le mâle est blanche chez la femelle, il y a également une série de macules marginales blanches ainsi qu'une macule blanche surmontée d'une petite lunule orange dans l'angle anal. 

Au revers les ailes sont marron foncé, les motifs sont similaires mais il ya une petite lunule bleue dans l'angle anal, en plus de la même lunule orange qu'à l'avers.

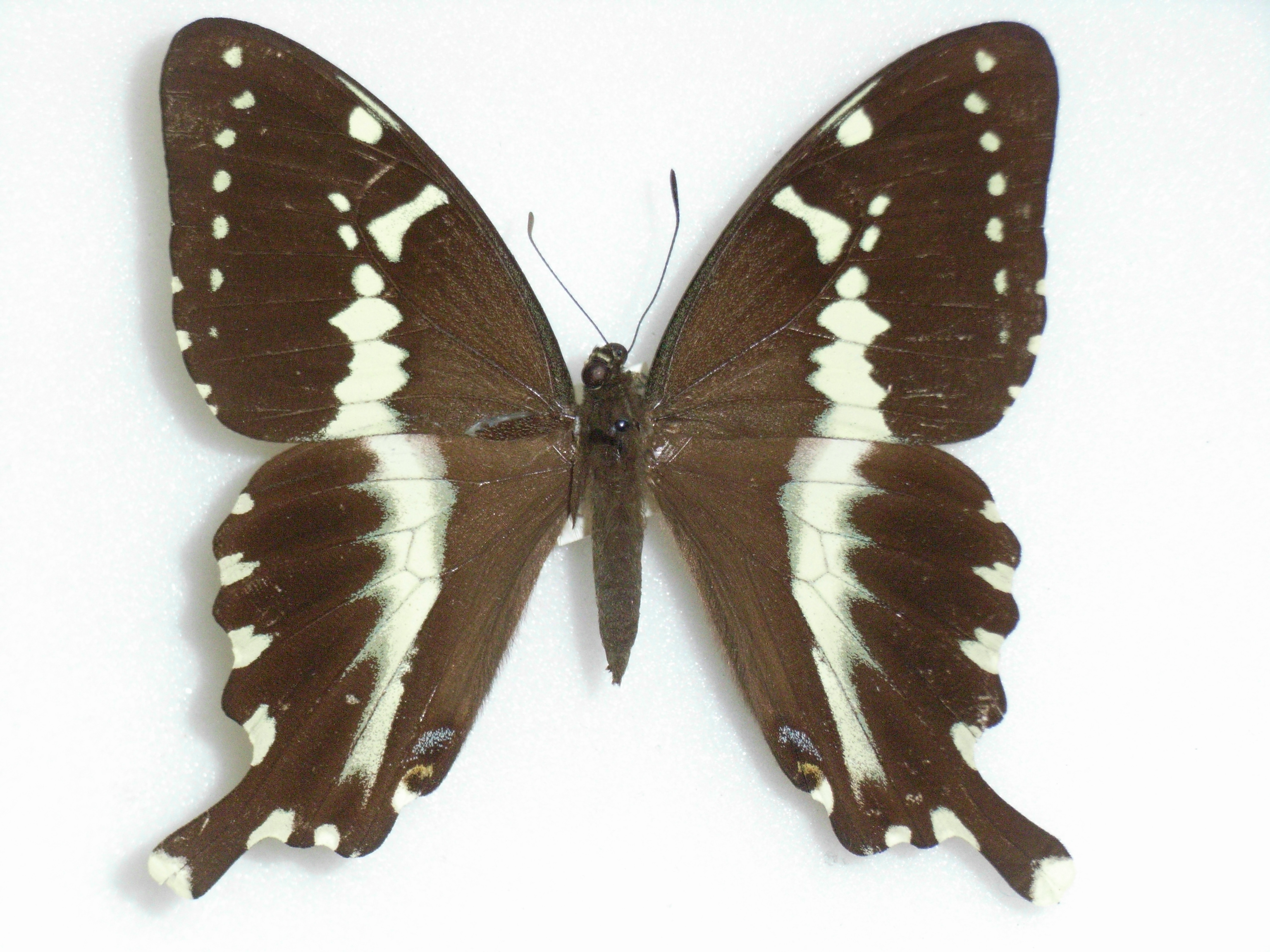
Papilio mangoura femelle
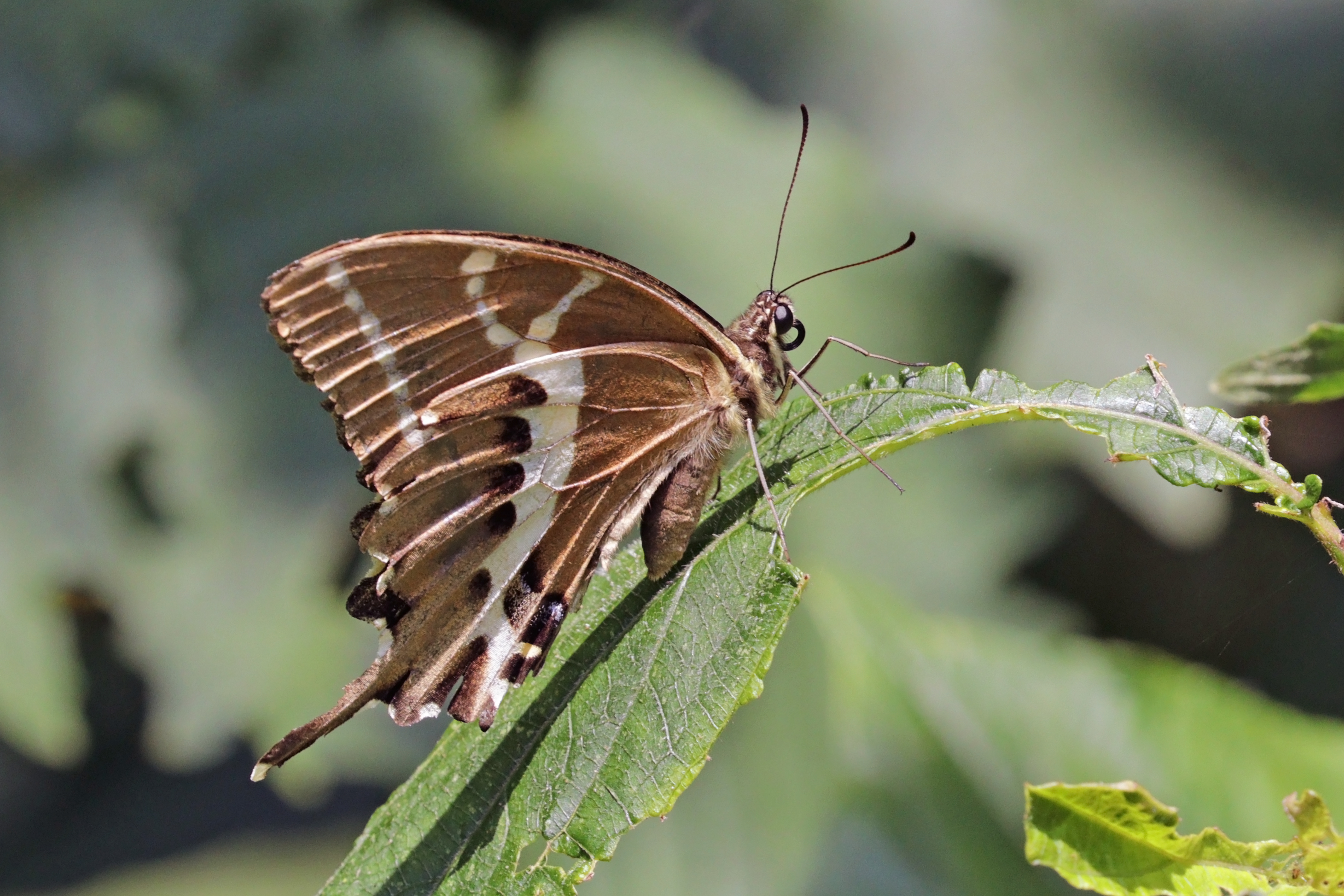
Papilio mangoura femelle, ailes repliées

## Écologie
L'écologie de cette espèce est mal connue. La plante-hôte n'a pas été identifiée. Les stades juvéniles sont mal connus, mais la chenille passe probablement par cinq stades avant de se transformer en chrysalide, et la chrysalide est probablement maintenue tête en haut par une ceinture de soie, comme chez les espèces proches.
Les adultes volent dans les forêts et se nourrissent du nectar des fleurs.

## Habitat et répartition
Papilio mangoura est endémique de Madagascar, située dans l'écozone afrotropicale. Il s'agit d'une espèce forestière.

Madagascar (localisation)
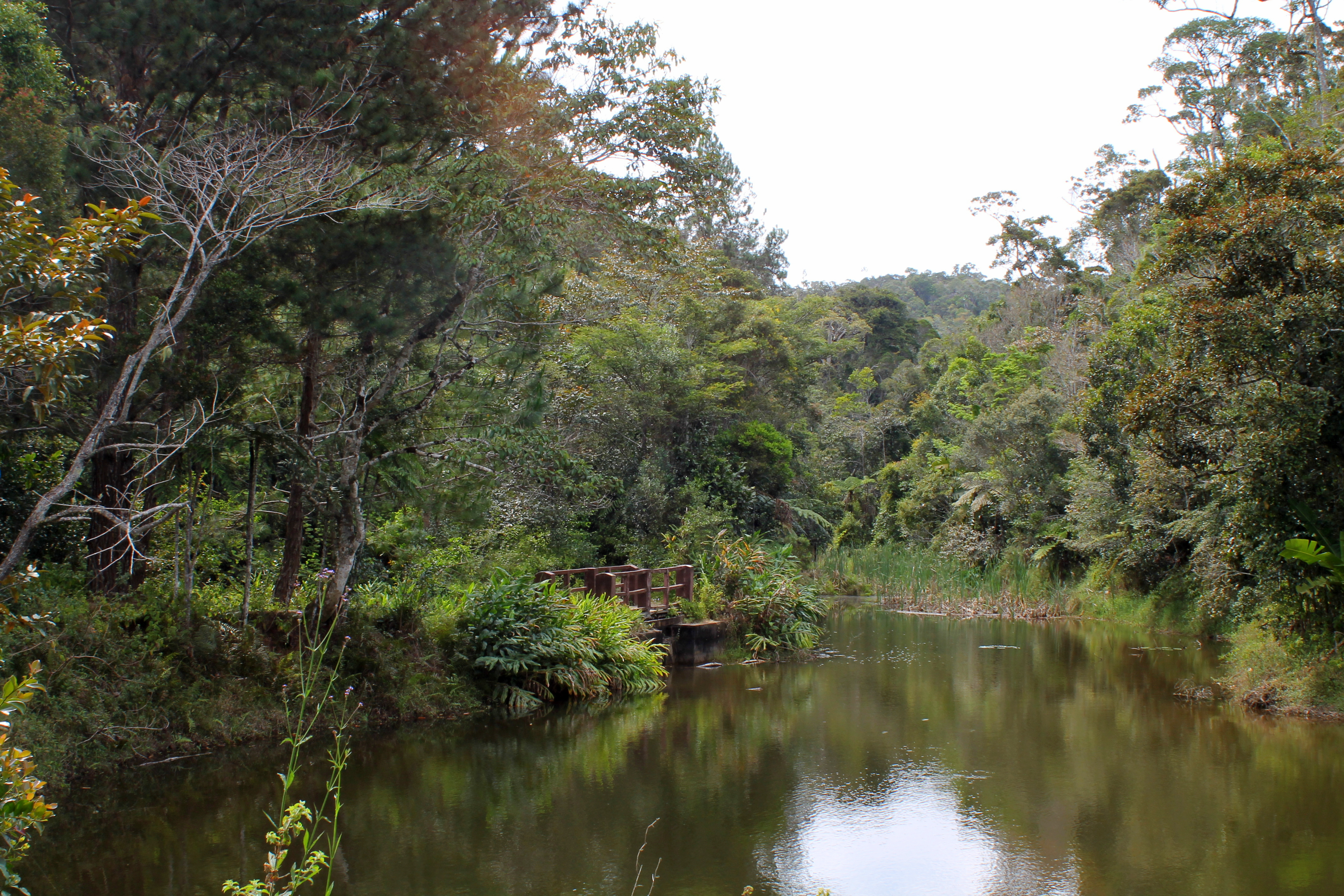
Parc national d'Andasibe (Madagascar)

## Systématique
L'espèce Papilio mangoura a été décrite pour la première fois en 1875 par l'entomologiste William Chapman Hewitson dans The Entomologist's monthly magazine.

## Papilio mangouraet l'Homme

### Nom vernaculaire
Papilio mangoura est appelé en anglais "Exquisite Malachite".

### Menaces et conservation
Cette espèce est considérée comme vulnérable par l'UICN. Elle était déjà considérée comme rare en 1985.